# Schoenobius pulverealis
Schoenobius pulverealis là một loài bướm đêm trong họ Crambidae.